# Departament d'El Paraíso
El departament d'El Paraíso és un dels 18 departaments en què es divideix Hondures. Fins a 1878 va formar part de Tegucigalpa.

## Història
Es va formar amb els cercles de Danlí, que pertanyia a Olancho i Yuscarán i Texiguat a Tegucigalpa; (en 1878 Texiguat s'annexa de nou a Tegucigalpa i en 1886 s'agrega a El Paraíso). També va formar part d'aquest departament el poble d'Inope.
En la primera Divisió Política Territorial de 1825, El Paraíso formava part del Departament de Tegucigalpa, (cercle Texiguat i Yuscarán) i d'Olancho, (cercle de Danlí) fins a 1869 en l'administració del capità general José María Medina, quan és creat formalment com a departament i nomenat Pedro Sevilla Alvarado, com el seu primer governador.

## Municipis
1. Alauca
2. Danlí
3. El Paraíso
4. Güinope
5. Jacaleapa
6. Liure
7. Morocelí
8. Oropolí
9. Potrerillos
10. San Antonio de Flores
11. San Lucas
12. San Matías
13. Soledad
14. Teupasenti
15. Texiguat
16. Trojes
17. Vado Ancho
18. Yauyupe
19. Yuscarán